# Molandier
Molandier [mɔlɑ̃dje] (okzitanisch: Molandièr) ist eine südfranzösische Gemeinde mit 251 Einwohnern (Stand: 1. Januar 2022) im Département Aude in der Region Okzitanien (vor 2016: Languedoc-Roussillon). Die Gemeinde gehört zum Arrondissement Carcassonne und zum Kanton La Piège au Razès. Die Einwohner werden Molandierais genannt.

## Lage
Molandier ist die westlichste Gemeinde des Départements Aude. Sie liegt etwa 35 Kilometer westlich von Carcassonne im Südosten der Landschaft des Lauragais. Durch die Gemeinde fließt der Hers-Vif. Umgeben wird Molandier von den Nachbargemeinden Gibel im Nordwesten und Norden, Fajac-la-Relenque im Norden und Nordosten, La Louvière-Lauragais und Mézerville im Osten, Belpech im Südosten und Süden sowie Mazères im Westen.

## Geschichte
Die Bastide von Molandier wurde 1246 gegründet.

### Bevölkerungsentwicklung

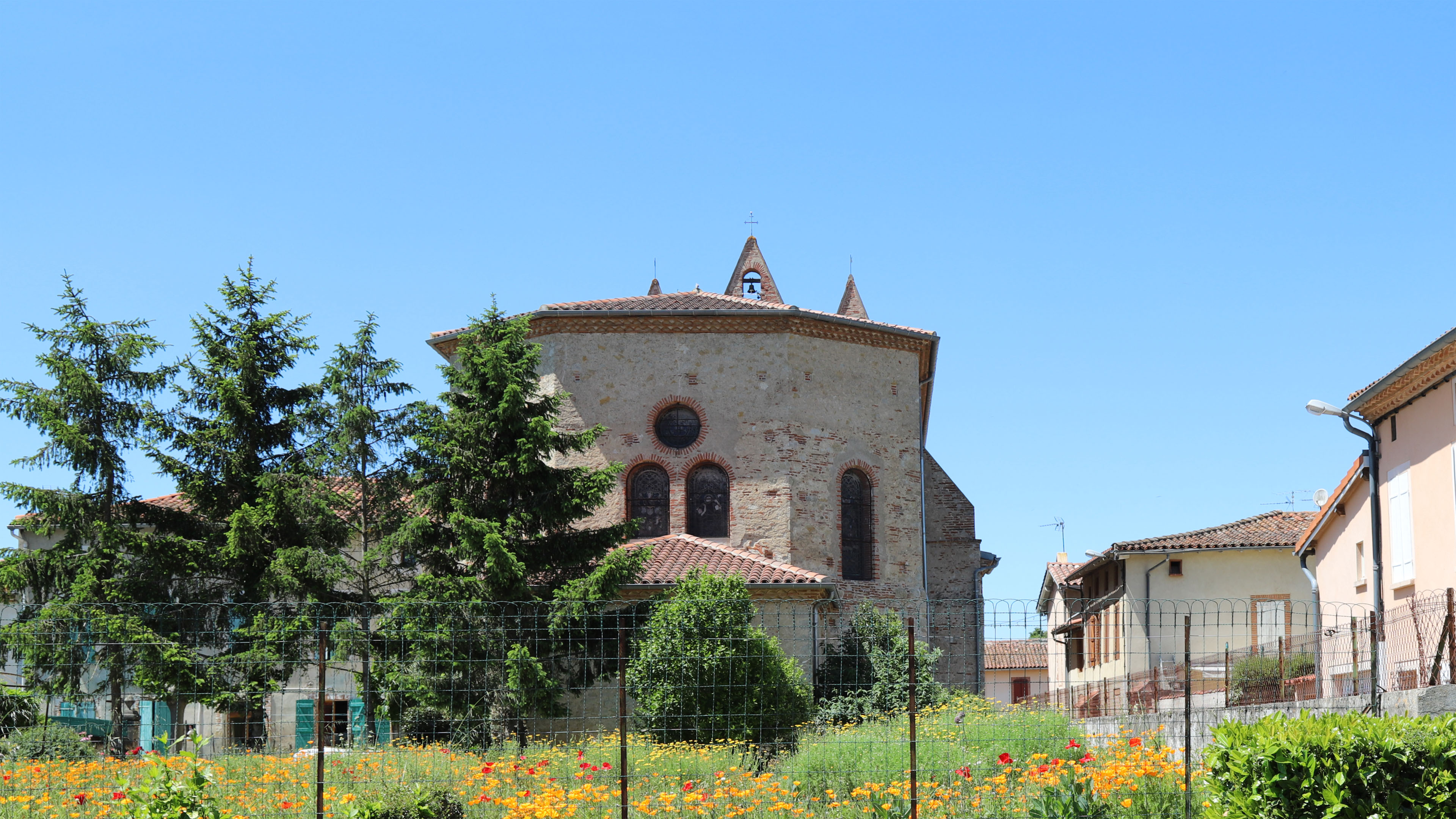
Kirche Notre-Dame de l’Assomption

| Jahr                       | 1962 | 1968 | 1975 | 1982 | 1990 | 1999 | 2006 | 2019 |
| Einwohner                  | 359  | 345  | 263  | 256  | 218  | 213  | 213  | 242  |
| Quellen: Cassini und INSEE |      |      |      |      |      |      |      |      |

## Sehenswürdigkeiten
- Kirche Notre-Dame de l’Assomption (Mariä Himmelfahrt) aus dem 14. Jahrhundert, Monument historique seit 1948